# Konstal 13N
Konstal 13N jednodijelni je tramvaj, koji je proizveden u Konstalu između 1959. i 1969. godine. Tramvaj je odvojen od českog tipa Tatra T1. Proizvedeno je 199 tramvaja za poljske javne prijevoznike. U proizvodnji je zamijenjen tramvajima tipa Konstal 105N. 

## Konstrukcija
Konstal 13N jednosmjerni je četveroosovinski motorni tramvaj, a svaka od 4 osovina opremljena je motorom. Tramvaj je opremljen motorima LTa-220 sa snagom 41,5 kW. Na jednoj strani karoserije ima troja četverokrilna vrata. Kožne stolice u tramvaju su razmještene sistemom 1+1. Tramvaji su imali jedan svjetlosni far s prednje stane. Pod tramvaja je 850 mm od kolosijeka. Struja s kontaktne mreže uzima se pantografom.

## Verzije tramvaja i rekonstrukcije
- Konstal 13N
- Konstal 13NS
- Konstal 13NSD

## Povijesna vozila
| Grad    | Garažni broj | Operater             | Tip | Godina proizvodnje | Povijesni od | Izvori |
| ------- | ------------ | -------------------- | --- | ------------------ | ------------ | ------ |
| Varšava | 503          | Tramwaje Warszawskie | 13N | 1959               | 2013         | [ 2 ]  |
| Varšava | 169          | Tramwaje Śląskie     | 13N | 1967               | 2013         | [ 3 ]  |
| Varšava | 795          | Tramwaje Warszawskie | 13N | 1969               | 1994         | [ 4 ]  |

## Galerija
- Konstal 13N u Katovicama, 2014.
- Povijesni tramvaj 13N u Poznanju, 2006.
- Povijesni tramvaj 13N u Varšavi, 2010.
- Tramvaj Konstal 13N “žaba” u Varšavi, 2010.